# Абрамов Геннадій Михайлович (хореограф)
Генна́дій Миха́йлович Абра́мов (нар. 23 лютого 1939, Кінешма, Івановська область, РРФСР, СРСР — пом. 17 липня 2015, Москва, Росія) — радянський і російський артист балету, хореограф і педагог. Один із засновників театру «Школа драматичного мистецтва» в Москві, організатор на його базі експериментального «Класу експресивної пластики» (1990, з 1999 року — самостійний театр).

## Біографія
Геннадій Абрамов народився 23 лютого 1939 року в місті Кінешмі Івановської області.
У 1956–1957 роках навчався у Ярославському державному медичному інституті. 
З 1957 по 1960 роки навчався у Білоруському хореографічному училищі за спеціальністю «народно-сценічний танець».
З 1960 по 1972 роки був солістом балету у театрах Куйбишева, Самарканда, Челябінська. 
У 1965 році був партнером балерини оперного театру «Ла Скала» в Мілані Ліліан Козі.
У 1972–1976 роках навчався на балетмейстерському відділенні ДІТМа (курс Олександра Лапаурі).
1976 року розпочав займатися постановкою танців, тоді ж почалося його співробітництво з режисером Анатолієм Васильєвим. Здійснив хореографію у більш ніж 100 музичних та драматичних спектаклях («Доросла дочка молодої людини», «Серсо», «Шість персонажів у пошуках автора», режисер Анатолій Васильєв), а також у фільмах «Сніданок на траві» (1979), «Рідня» (1981), «Любов і голуби» (1984) та інших. 
За лібрето Абрамова написано балет Михайла Колонтая «День народження Інфанти» (1979).
Читав курс лекцій «Робота з балетмейстером» на режисерському відділенні: Вищих курсів сценаристів та режисерів
1983 року поставив балет «13 варіацій Пікової дами» (музика В. Рябова, виконавці — М. Лієпа та Ю. Володіна). 1987 року разом з акторами спектаклю «Серсо» був присутній на аудієнції у Папи Римського Івана Павла II.
1987 року брав участь у майстер-класах Пітера Брука та Петера Штайна. Того ж року став одним із засновників театру «Школа драматичного мистецтва», з 1990 року викладав там курс пластичної імпровізації «Клас експресивної пластики» (з 1999 року — самостійний театр під керівництвом Абрамова). Перша ж вистава курсу стала лауреатом премії «Золота маска» у номінації «Найкраща вистава сучасного танцю» 
1994 року спільно з Йосипом Райхельгаузом відкрив у ВДІКі курс «виразність актора». 
1997 року вів лекції з теорії жесту в Гейдельберзькому університеті і співпрацював з берлінською «Танцфабрик». 
З 1 липня 2002 року по 2007 рік — художній керівник та професор кафедри танцювальних дисциплін факультету сучасного танцю Гуманітарного університету (м. Єкатеринбург).

## Спектаклі
- 1983 — «13 варіацій Пікової дами» на музику В. Рябова, виконавці — М. Лієпа та Ю. Володіна
- 1990 — «Ісус Христос — суперзірка», Санкт-Петербурзький театр «Рок-опера»

## Літературна діяльність
- «На що спроможне тіло» (рос. К чему способно тело) (1991)
- «Голос — міфологія звуку» (рос. Голос — мифология звука) (1997)
- «Архаїчна мова тіла» (рос. Архаический язык тела) (1999)
- «Рух — філософія життя» (німецькою мовою, 1999)
- «Сучасний танець потребує постійного оновлення» (рос. Современный танец требует постоянного обновления) (2001)